# Roxas Night Market

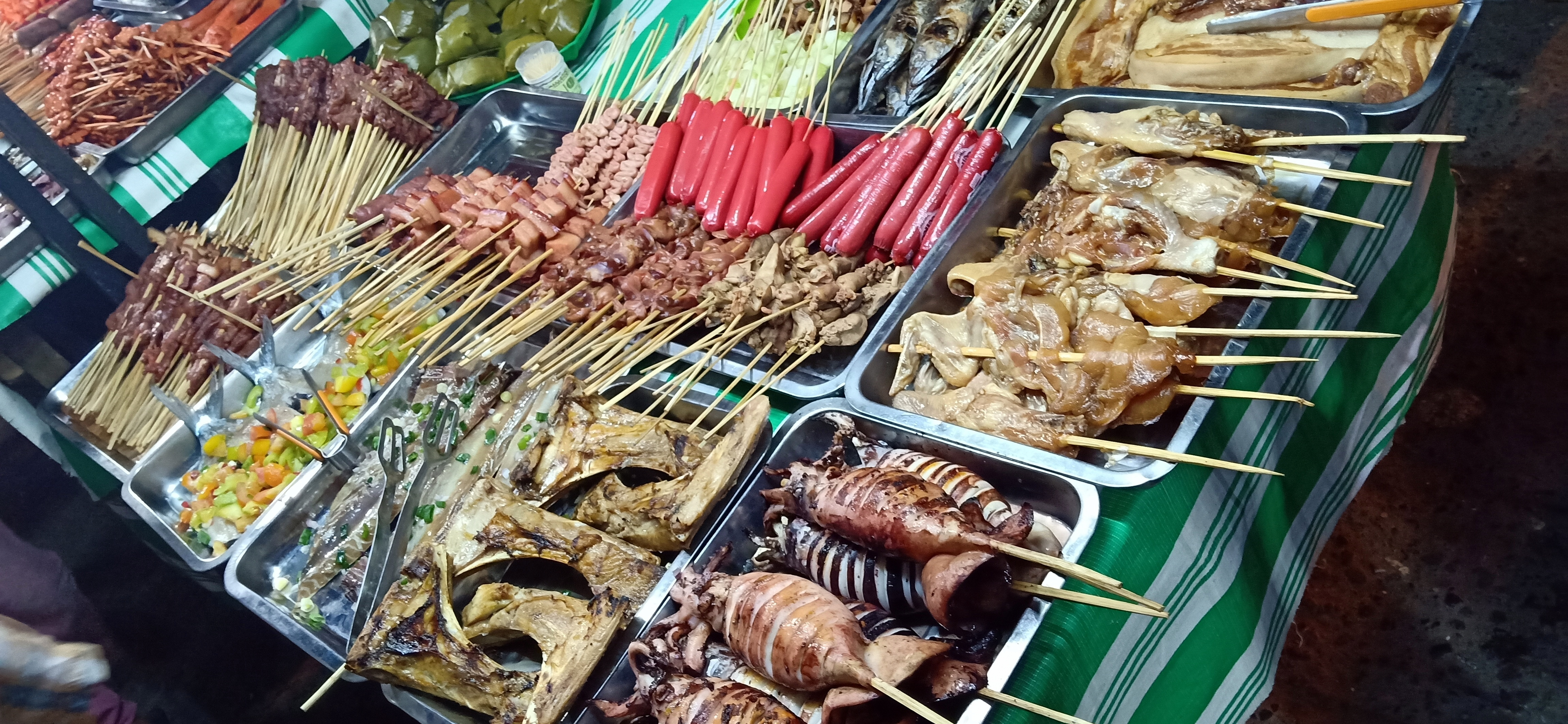
Eine Auswahl des auf dem Markt angebotenen Street Foods

Der Roxas Night Market ist ein beliebter Nachtmarkt in Davao City auf den Philippinen. Benannt ist der Markt nach der Roxas Avenue, einer der Hauptstraßen im Herzen Davao Citys, in welcher der Markt angesiedelt ist. Der Markt findet täglich in den Abendstunden von 17 bis 23 Uhr statt und ist ein Besuchermagnet sowohl für Einheimische wie auch Touristen. Der Markt ist in mehrere Bereiche unterteilt. Im ersten Bereich nahe dem Haupteingang werden an zahllosen Marktständen Speisen und Getränke verkauft, vorwiegend philippinisches Street Food, welches vor Ort frisch zubereitet wird. In den weiteren Bereichen des Marktes bieten Massagetherapeuten ihre Dienste an, es werden Modeschmuck und Accessoires, Taschen und Handy-Zubehör verkauft sowie auch Kleidung, vorwiegend aus dem Ausland stammende Secondhandkleidung, auf den Philippinen als ukay-ukay bekannt.

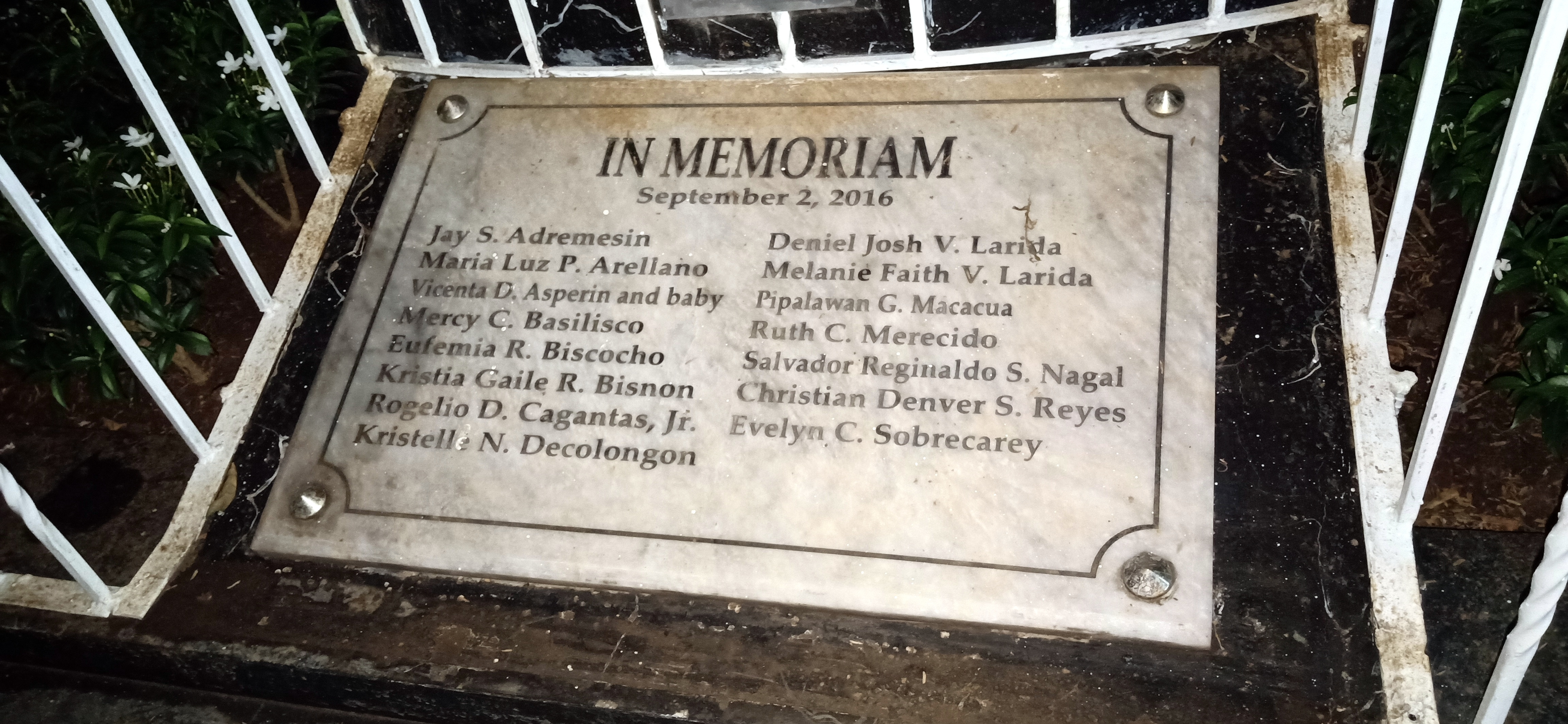
Gedenktafel mit den Namen der Todesopfer des Bombenanschlags

Der Eintritt zum Markt ist kostenfrei, das Areal ist jedoch umgrenzt und es finden strikte Sicherheitskontrollen beim Einlass statt. Zudem wird jeder Besucher mittels Videoüberwachung im Eingangsbereich erfasst und ein Mitführen von Rucksäcken oder größeren Taschen ist nicht erlaubt. Dieses strikte Sicherheitsregime ist hauptsächlich einem Bombenanschlag auf den Roxas Night Market geschuldet, bei welchem am 2. September 2016 insgesamt 15 Menschen zu Tode kamen und 69 weitere verletzt wurden. Als Verantwortliche für den Bombenanschlag wurden drei Mitglieder der Maute-Gruppe festgenommen, einer Miliz mit Verbindungen zum IS und zu der im Süden der Philippinen operierenden islamistischen Terrororganisation Abu Sayyaf. Gut ein halbes Jahr später erlangte die Gruppe mit dem Überfall und monatelanger Besetzung der Stadt Marawi weltweite Aufmerksamkeit. Nach dem Anschlag blieb der Markt für rund eine Woche geschlossen, eröffnete dann wieder, jedoch unter strengeren Sicherheitsvorkehrungen. Zum Gedenken an die Opfer der Explosion wurde das Tree of Life – 9/2 Memorial errichtet mit einer Gedenktafel, welche die Namen der 15 Todesopfer trägt. Die Gedenkstätte befindet sich am südöstlichen Ende des Freedom Parks, einer kleinen zwischen den Fahrspuren der Roxas Avenue gelegenen Parkanlage, also unmittelbar neben dem Roxas Night Market.
Nach Ausbruch der COVID-19-Pandemie Anfang 2020 wurde der Roxas Night Market am 12. März 2020 von der Stadtverwaltung geschlossen, was für etwa 500 Markthändler und Massagetherapeuten den Verlust ihrer Arbeitsplätze bedeutete. Der Markt öffnete zunächst wieder am 12. September desselben Jahres, jedoch nur für etwa 2 Monate, ehe er am 20. November aufgrund erneut steigender Covid-Fallzahlen wieder geschlossen wurde. Erst am 24. März 2022 schließlich durfte der Markt wieder öffnen, ohne eine Begrenzung der Besucherzahlen, lediglich mit einer Maskenpflicht für alle Besucher. Jüngst plant die Stadtverwaltung den Roxas Night Market bis hin zum Quezon Boulevard zu verlängern. Damit würde sich der Markt dann über eine Länge von ca. 750 Metern erstrecken, rund 100 Meter mehr als bisher.